# Seleção Ruainga de Futebol
A Seleção Ruainga de Futebol representa o povo ruainga (rohingya), um grupo étnico predominantemente muçulmano no estado do Arracão, Myanmar (também conhecido como Arakan, Birmânia). É composta por refugiados que vivem em Kuala Lumpur, na Malásia, membros do Rohingya Football Club (RFC), fundado em 10 de janeiro de 2015. A equipe não é afiliada à FIFA e, portanto, não pode competir pela Copa do Mundo. No entanto, é membro da CONIFA, uma federação de associações de futebol que representam minorias étnicas e nações sem pátria.
A equipe é patrocinada pela Rohingya Vision TV, pelo Kick Project (ONG) e pelo Governo da Austrália.